# Phụ thuộc nicotine
Sự phụ thuộc vào nicotine là trạng thái phụ thuộc vào nicotine. Sự phụ thuộc vào nicotine là một bệnh mãn tính mang tính tái phát được định nghĩa là sự thèm thuốc đòi hỏi bắt buộc phải sử dụng thuốc, bất chấp những hậu quả xã hội có hại. Tăng liều lượng là một thành phần khác của sự phụ thuộc thuốc. Sự phụ thuộc vào nicotine phát triển theo thời gian khi người dùng tiếp tục sử dụng nicotine. Sự phụ thuộc vào nicotine là một vấn đề sức khỏe cộng đồng nghiêm trọng do nó là một trong những nguyên nhân hàng đầu gây tử vong có thể tránh được trên toàn thế giới.
Có nhiều cách khác nhau để đo sự phụ thuộc vào nicotine. Năm thang đánh giá sự phụ thuộc phổ biến tại Mỹ là các xét nghiệm Fagerström cho phụ thuộc vào nicotine, Diagnostic and Statistical Manual of Mental Disorders, the Cigarette Dependence Scale, the Nicotine Dependence Syndrome Scale, và the Wisconsin Inventory of Smoking Dependence Motives. Việc sử dụng lâu dài xét nghiệm Fagerström nhằm kiểm tra sự phụ thuộc vào Nicotine được công nhận do sự tồn tại của nghiên cứu từ trước đã thống nhất với những gì xét nghiệm này thực hiện.
Người dùng nicotine lần đầu phát triển sự phụ thuộc vào chất này khoảng 32%. Có khoảng 976 triệu người hút thuốc trên thế giới. Có sự gia tăng tần suất phụ thuộc vào nicotine ở những người bị rối loạn lo âu. Nicotine là một chất kích thích đối giao cảm  gắn với các thụ thể acetylcholine nicotinic trong não. Khả năng khả biến thần kinh trong hệ thống thưởng của não xảy ra do việc sử dụng nicotine lâu dài, dẫn đến sự phụ thuộc vào nicotine. Có các yếu tố rủi ro di truyền để phát triển sự phụ thuộc. Ví dụ, các dấu hiệu di truyền cho một loại thụ thể nicotinic cụ thể (các thụ thể nicotine α5-α3-β4) có liên quan đến việc tăng nguy cơ phụ thuộc nicotine. Thuốc của y học thực chứng có thể nhân đôi hoặc nhân ba cơ hội cai thuốc thành công.